# Acacia pulchella
L'espècie Acacia pulchella és un arbust de la família de les lleguminoses. És endèmic d'Austràlia Occidental, essent un dels més comuns arbusts del bosc a Perth i al "Darling Scarp".

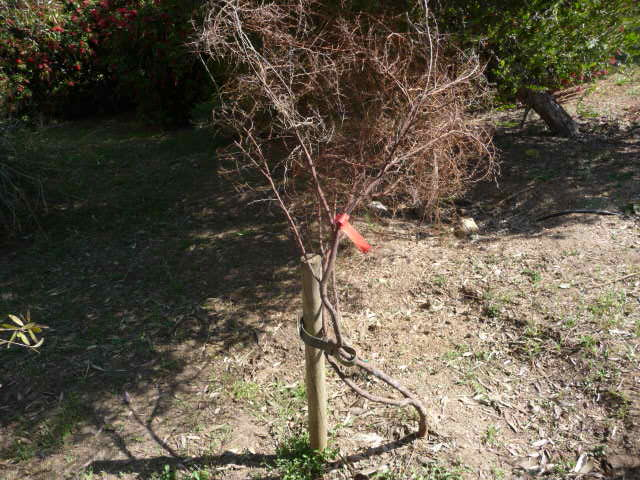
Acacia pulchella var glaberrima al Jardí Botànic de Barcelona.

## Descripció
Aquest arbust mesura entre 0,3 i 3 m d'alçada. És una de les poques espècies del gènere Acacia que posseeix fulles vertaderes, en comptes de pecíols. Posseeix fulles pinnades. A la base de cada fulla existeixen dues espines. Els brots de les flors són de color groc brillant i esfèriques, amb un diàmetre de 16 cm. Floreix a finals d'hivern i inicis de la primavera.
Nous estudis suggereixen que l'espècie A. pulchella podria, en algunes circumstàncies, suprimir l'agent patogènic vegetal Phytophthora cinnamomi.

## Hàbitat
Viu en sòls sorrencs, a terra franca argilosa sobre laterita. Zones de baixa altitud, pantans, prop de cursos d'aigua.

## Usos
Aquest arbust espinós és útil com una barrera per inhibir els animals i l'accés humà a certes àrees.

## Taxonomia
Acacia pulchella va ser descrita per Robert Brown i publicada a Hortus Kewensis; or, a Catalogue of the Plants Cultivated in the Royal Botanic Garden at Kew. London (2nd ed.) 5: 464. 1813.

### Etimologia
- Acacia: nom genèric derivat del grec ακακία (akakia), que va ser atorgat pel botànic grec Pedanius Dioscorides (A.C. 90-40) per l'arbre medicinal A. nilotica al seu llibre De Materia Medica.[5] El nom deriva de la paraula grega ακις (akis, "espines").[6]
- pulchella: epítet llatí que significa "preciosa".[7]

#### Varietats
Existeixen 4 varietats reconegudes:
- Acacia pulchella var. glaberrima
- Acacia pulchella var. goadbyi
- Acacia pulchella var. pulchella
- Acacia pulchella var. reflexa

#### Sinonímia
- Mimosa pulchella (R.Br.)Poir.
- Racosperma pulchellum (R. Br.) Pedley[8]